# Rosalie (Nebraska)
Rosalie es una villa ubicada en el condado de Thurston en el estado estadounidense de Nebraska. En el Censo de 2010 tenía una población de 160 habitantes y una densidad poblacional de 315,19 personas por km².

## Geografía
Rosalie se encuentra ubicada en las coordenadas 42°3′27″N 96°30′46″O / 42.05750, -96.51278. Según la Oficina del Censo de los Estados Unidos, Rosalie tiene una superficie total de 0.51 km², de la cual 0.51 km² corresponden a tierra firme y (0%) 0 km² es agua.

## Demografía
Según el censo de 2010, había 160 personas residiendo en Rosalie. La densidad de población era de 315,19 hab./km². De los 160 habitantes, Rosalie estaba compuesto por el 75.63% blancos, el 1.88% eran afroamericanos, el 16.25% eran amerindios, el 0% eran asiáticos, el 0% eran isleños del Pacífico, el 0.63% eran de otras razas y el 5.63% pertenecían a dos o más razas. Del total de la población el 4.38% eran hispanos o latinos de cualquier raza.